# Albert Szent-Györgyi
Albert von Szent-Györgyi de Nagyrápolt, madžarsko-ameriški biokemik, * 16. september 1893, Budimpešta, Avstro-Ogrska, † 22. oktober 1986, Woods Hole, Massachusetts, Združene države Amerike.

## Zgodnje življenje
Szent-Györgyi izhaja iz rodbine slavnih znanstvenikov. Njegov oče, Nicolaus, je bil veleposestnik, oče in brat njegove matere Josefine, Joseph Lenhossék in Mihály, pa sta oba bila profesorja anatomije na Univerzi Semmelweis v Budimpešti. Leta 1911 se je vpisal na omenjeno univerzo in pričel z delom v laboratoriju njegovega strica, kjer je delal do izbruha prve svetovne vojne, ko je bil mobiliziran v vojsko. Služil je na italijanski in ruski fronti kot vojaški zdravnik, za kar je dobil srebrno medaljo za hrabrost. Ker v vojni ni videl smisla, se je leta 1916 sam poškodoval, zaradi česar je bil odpuščen iz vojske. Svoj študij je nadaljeval v Budimpešti in leto zatem postal zdravnik. Po porazu Avstro-Ogrske je družina obubožala, zato se je izobraževal v tujini. Sodeloval je s farmakologom Mansfeldom v Pozsonyju, s von Tschermakom v Pragi, kjer se je ukvarjal z elektrofiziologijo, z Michaelisom v Berlinu in s Kendallom na kliniki Mayo v ZDA. Leta 1927 je doktoriral na Univerzi v Cambridgeu in se v zgodnjih 30-ih letih vrnil na Madžarsko, kjer je postal rektor Univerze v Szegedu.

## Celično dihanje in vitamin C
Njegove zgodnje raziskave so bile osredotočene na biokemijo celičnega dihanja. Pri tem je bilo med ostalim zelo pomembno odkritje reducirajoče snovi, ki jo je izločil iz nadledvičnice (katere funkcijo je raziskoval) in jo poimenoval heksuronska kislina zaradi domneve, da vsebuje molekula 6 atomov ogljika. Po povratku na Madžarsko je opazil, da omenjena kislina uspešno preprečuje nastanek skorbuta ter odkril, da so bogati viri kisline paprike, nato pa je enako odkril še za zelje in pomaranče. Zaradi tega je domneval, da je heksuronska kislina pravzaprav vitamin C, kar je ameriški biokemik King potrdil z izolacijo te spojine. Na predlog Szent-Györgyja so spojino poimenovali askorbinska kislina.
Poleg tega je raziskoval še porabo kisika v zmetem mišičnem tkivu, pri čemer je uporabljal Warburgove metode. Opazil je, da je poraba kisika zamrla, če je sistem pustil nedotaknjen. Zaradi tega je v sistem dodajal različne snovi, za katere je menil, da bi utegnile sodelovati pri procesu spreminjanja mlečne kisline v ogljikov dioksid (CO2), pri katerem se porablja kisik. Ugotovil je, da katerakoli kislina s štirimi ogljikovimi atomi, ki so v tesnem sorodstvu, tj. malonska, fumarna, jabolčna in oksalocetna kislina, povzroči obnovitev aktivnosti sistema in da vsaka zase zadošča. Iz tega sledi, da jih lahko organizem preoblikuje med seboj in da verjetno vse sodelujejo v procesu. V tej smeri je z raziskovanji nadaljeval Krebs, ki je skupaj s svojimi dognanji izdelal Krebsov cikel oz. cikel trikarboksilnih kislin.
Njegove neprestane študije bioloških oksidacij so privedle tudi do razumevanja katalitične funkcije C4-dikarboksilnih kislin, odkritja flavina ter opisa bioloških funkcij flavonoidov (znanih tudi pod imenom vitamin P).
Za vso delo, zlasti za opis vitamina C in odkritje, da se kisik pri celičnem dihanju združuje z vodikom, je leta 1937 prejel Nobelovo nagrado za fiziologijo ali medicino.

## Nadaljnje delo
Szent-Györgyi se je pozneje začel ukvarjati z biokemičnimi mehanizmi krčenja (kontrakcije) mišic. Odkril je, da so bistvene komponente sestavljene iz dveh povezanih beljakovin, in sicer iz aktina in miozina, ter da spremembe sproži adenozintrifosfat (ATP). Njegove druge raziskave so med ostalim pripomogle k široki uporabi glicerina v kmetijstvu, uporabi zajčje ledvene mišice kot eksperimentalnega modela, razvoju teorij glede problemov v energetiki ter k razumevanju uravnavanja rasti celic in membranskega potenciala, vloge prostih radikalov pri nastanku raka in hormonske vloge priželjca (timusa).
Za izjemne raziskovalne dosežke na področju srčnožilnih bolezni, še posebej za odkritje aktomiozina, je leta 1954 prejel nagrado Alberta Laskerja za temeljne medicinske raziskave.

## Protinacistično delovanje in poznejše življenje
Po fašističnem prevzemu oblasti na Madžarskem je Szent-Györgyi pomagal svojim judovskim kolegom prebegniti iz države. Med drugo svetovno vojno se je pridružil madžarskemu odporniškemu gibanju. Čeprav je bila Madžarska zaveznica sil osi, je takratni predsednik vlade Miklós Kállay poslal Szent-Györgyija v Kairo leta 1940 pod krinko znanstvene odprave, da bi pričel s skrivnimi pogajanji z Zavezniki. Potem ko so nacisti izvedeli za načrt, je Adolf Hitler osebno izdal ukaz Gestapu za njegovo aretacijo, pred katero je pobegnil.
Po vojni je postal pomembna javna osebnost in pojavljali so se namigi, da bi lahko postal celo predsednik države, če bi Sovjetska zveza to dovolila. Na Univerzi v Budimpešti je ustanovil laboratorij za biokemijo in postal njegov vodja. Poleg tega je bil izvoljen za člana parlamenta in pomagal je ponovno ustanoviti Akademijo znanosti. Razočaran nad komunistično vlado je emigriral v ZDA leta 1947.
Leta 1956 je postal član ameriške Nacionalne akademije znanosti (NAS). Leta 1973 je skupaj s Franklinom Salisburyjem ustanovil Nacionalno fundacijo za raziskave raka (angl. National Foundation for Cancer Research).